# Leśmianizmy
Leśmianizmy – charakterystyczne dla twórczości Bolesława Leśmiana neologizmy oddające naturę kreowanej przez poetę rzeczywistości. Tworzone są zgodnie z zasadami polskiego słowotwórstwa przez:
- dodawanie przyrostków (np. najdalszość, zmorowanie)
- dodawanie przedrostków, zwłaszcza bez-, nie- (np. bezżałoba, bezrozumie, niepojętność, nieodpadło), szczególnie opisujących świat Niebytu (np. bezcel, bezbożyna, bezdeń, bezświt)
- kontaminację (np. bylejaczyć, zniszczota)

Są wśród nich wyrazy z partykułą „nie” (np. zaniedyszeć) czy przekształcenia semantyczne (np. bywalec niebytu).
Szczególną grupę stanowią znaczące imiona, np. Śnigrobek, Znikomek, Srebroń, Migoń, Zmierzchun, Dusiołek. Leśmian tworzył neologizmy, które charakteryzują się słownym bogactwem i obfitością modyfikacji. Neologizmy te pełniły w twórczości poety istotną funkcję liryczną – nadawały jego poezji charakter nierealny, a czasem nawet makabryczny. Służyły one cieniowaniu znaczeń, zabarwieniu wyrazów oraz uzyskiwaniu nowych efektów brzmieniowych.